# Stories
Stories – drugi album studyjny szwedzkiego DJ-a Avicii, który został wydany 2 października 2015 roku. Pierwszym singlem został wydany w 2014 i nagrany z Robbie Williamsem utwór "The Days".

## Lista utworów
1. "The Days" (feat. Robbie Williams) - 4:38 (dostępna tylko w edycji japońskiej)
2. "The Nights" (feat. RAS) - 2:56 (dostępna tylko w edycji japońskiej)
3. "Waiting for Love" (feat. Simon Aldred) - 3:48
4. "Talk to Myself"
5. "Touch me"
6. "Ten More Days"
7. "For a Better Day"
8. "Broken Arrows"
9. "True Beliver"
10. "City Lights"
11. "Pure Grinding"
12. "Sunset Jesus"
13. "Can't Catch Me"
14. "Somewhere in Stockholm"
15. "Trouble"
16. "Gonna Love Ya"

## Certyfikaty i sprzedaż
| Kraj                   | Certyfikat         | Sprzedaż |
| ---------------------- | ------------------ | -------- |
| Austria (IFPI Austria) | złota płyta        | 7 500+   |
| Dania (IFPI Danmark)   | platynowa płyta    | 20 000+  |
| Meksyk (AMPROFON)      | złota płyta        | 30 000+  |
| Polska (ZPAV)          | platynowa płyta    | 20 000+  |
| Singapur (RIAS)        | złota płyta        | 5 000+   |
| Szwecja (GLF)          | 2x platynowa płyta | 80 000+  |
| Wielka Brytania (BPI)  | złota płyta        | 100 000+ |